# Provincies van Rwanda
Rwanda is bestuurlijk onderverdeeld in vijf provincies (Kinyarwanda: intara) die weer zijn onderverdeeld in 31 districten (akarere) en gemeenten (umujyi). Onder het districtsniveau bestaan nog drie niveaus: sector (umurenge/secteur/sector'), cel (akagari/cellule/cell) en dorp (umudigudu/village).Tot 1 januari 2006 was Rwanda verdeeld in twaalf provincies, deze indeling is aangepast in een poging van de regering om problemen op te lossen die samenhangen met de Rwandese Genocide van 1994. 
Het eerste doel was om de macht te decentraliseren en het tweede om de etnische scheiding tussen Hutu's en Tutsi's te verzwakken. Verder hebben de vijf nieuwe provincies geen associaties met gebeurtenissen tijdens deze genocide die de oude twaalf wel hadden.
Tot 2002 werden de provincies prefecturen (perefegitura) genoemd.

## Huidige situatie
Sinds 1 januari 2006 zijn de vijf provincies van Rwanda de volgende:
| Provincie | Kinyarwanda naam | Hoofdstad | Oppervlakte (km2) | Bevolking (census 2012) | Kaart                 |
| --------- | ---------------- | --------- | ----------------- | ----------------------- | --------------------- |
| Noord     | Amajyaruguru     | Byumba    | 3.276             | 1.726.370               | Provincies van Rwanda |
| West      | Iburengerazuba   | Kibuye    | 5.883             | 2.471.239               | Provincies van Rwanda |
| Zuid      | Amajyepfo        | Nyanza    | 5.963             | 2.589.975               | Provincies van Rwanda |
| Oost      | Iburasirazuba    | Rwamagana | 9.458             | 2.595.703               | Provincies van Rwanda |
| Kigali    | Umujyi wa Kigali | Kigali    | 730               | 1.132.686               | Provincies van Rwanda |

## Oude situatie
Voor 2006 was de indeling als volgt:
| Provincie    | Hoofdstad | Kaart                           |
| ------------ | --------- | ------------------------------- |
| Butare       | Butare    | Provincies van Rwanda voor 2006 |
| Byumba       | Byumba    | Provincies van Rwanda voor 2006 |
| Cyangugu     | Cyangugu  | Provincies van Rwanda voor 2006 |
| Gikongoro    | Gikongoro | Provincies van Rwanda voor 2006 |
| Gisenyi      | Gisenyi   | Provincies van Rwanda voor 2006 |
| Gitarama     | Gitarama  | Provincies van Rwanda voor 2006 |
| Kibungo      | Kibungo   | Provincies van Rwanda voor 2006 |
| Kibuye       | Kibuye    | Provincies van Rwanda voor 2006 |
| Kigali-Ngali | Kabuga    | Provincies van Rwanda voor 2006 |
| Kigali-Ville | Kigali    | Provincies van Rwanda voor 2006 |
| Ruhengeri    | Ruhengeri | Provincies van Rwanda voor 2006 |
| Umutara      | Umutara   | Provincies van Rwanda voor 2006 |